# Bristol Bulldog

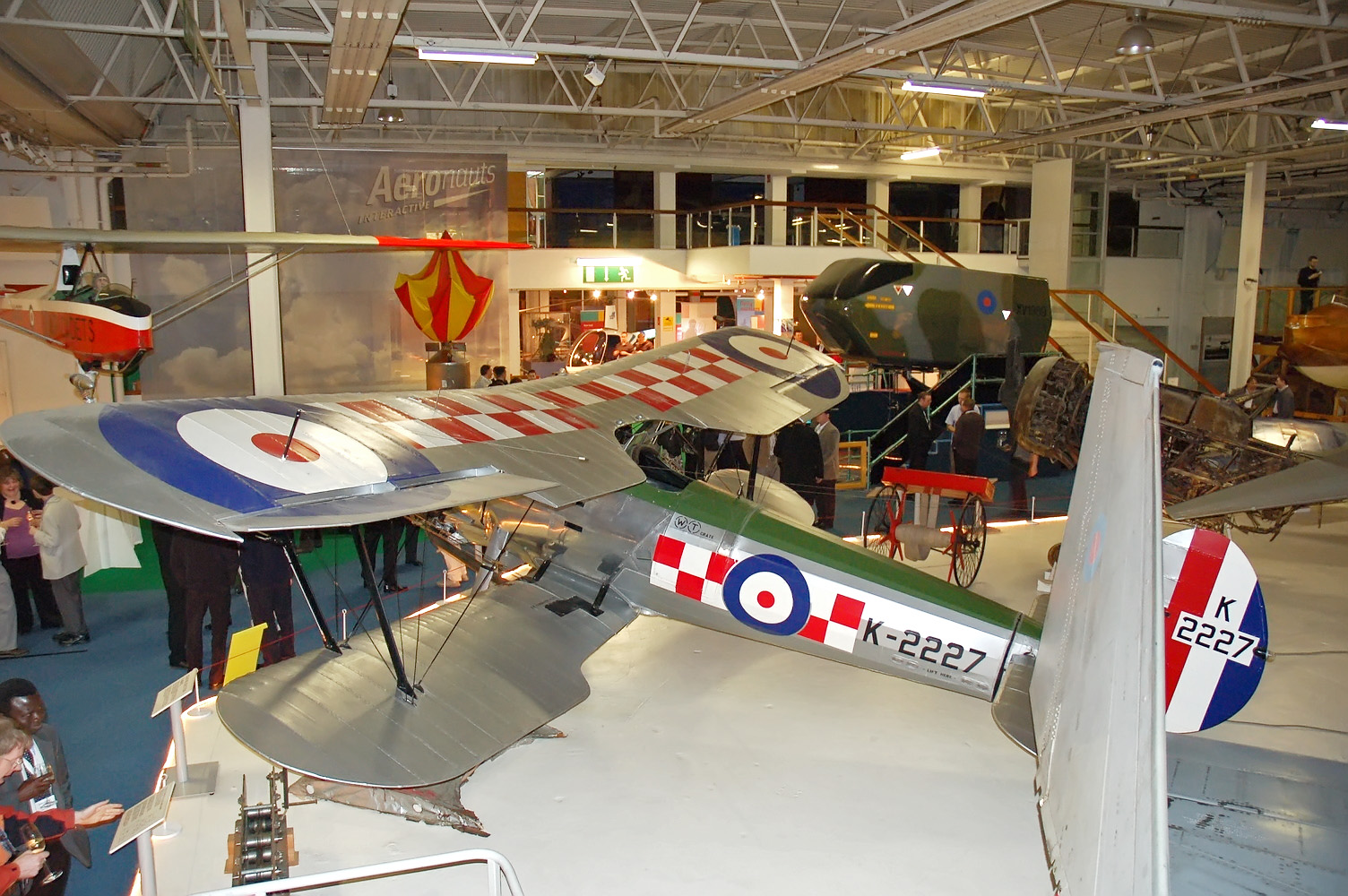
Il Bristol Bulldog esposto presso il RAF Museum Hendon.

Il Bristol Bulldog era un biplano da caccia prodotto dall'azienda britannica Bristol Aeroplane Company dalla fine degli anni venti.
Costruito in oltre 400 esemplari fu utilizzato principalmente dalla Royal Air Force divenendone uno dei più rappresentativi caccia usato dai britannici nel periodo interbellico.

## Storia del progetto
Nel settembre 1926, l'Air Ministry britannico emise una richiesta, la specifica F9/26, per la fornitura di un caccia monoposto utilizzabile sia per operazioni diurne che notturne, dotato di 2 mitragliatrici Vickers da 7,7 mm (.303 in) e spinto da un motore radiale raffreddato ad aria.
Il Bulldog fu disegnato da Frank Barnwell, il progettista capo della Bristol, (che servì con il grado di capitano nella British Army durante la prima guerra mondiale), su propria iniziativa sulle specifiche della richiesta. Il prototipo del Bulldog, il Bulldog Mk. I venne portato in volo per la prima volta il 17 maggio 1927. Dopo le valutazioni iniziali sui vari progetti inviati per soddisfare le specifiche, vennero scelti il Bulldog e l'Hawker Hawfinch per una successiva valutazione. Benché il Bulldog risultò fin dall'inizio apprezzato per la sua manovrabilità e potenza dal personale RAF, inizialmente aveva scarsa attitudine ad uscire dalla vite, quindi venne modificato dotandolo di una fusoliera leggermente più allungata posteriormente. In questa versione, venne dichiarato vincitore del concorso, dopo aver dimostrato di possedere una velocità leggermente superiore una minor necessità di manutenzione, e un minor numero di modifiche necessarie ad avviare una produzione in serie di un velivolo operativo rispetto al concorrente Hawfinch.
Il modello di produzione di serie venne denominato Mk.II, che a parte qualche lieve differenza nella struttura risultava identico alla versione modificata del prototipo iniziale. Era caratterizzato dall'adozione di un radiale Bristol Jupiter da 450 hp (336 kW) e che gli consentiva di raggiungere una velocità massima di poco meno di 180 mph (290 km/h) ed un'autonomia di 300 mi) (480 km). L'armamento era affidato a 2 mitragliatrici Vickers da 7,7 mm (.303 in), inoltre aveva la possibilità di essere equipaggiato con 4 bombe da 20 lb (9 kg).
Il Bulldog Mk.II entrò in produzione nel 1928 cominciando ad essere consegnato ai reparti operativi dall'anno successivo diventando, nel corso degli anni trenta, il velivolo più utilizzato nella Royal Air Force. Questo era dovuto anche alla sua capacità di esigere una ridotta manutenzione quindi, in un momento di vincoli di bilancio nel settore difesa, risultò essere l'opzione preferibile a qualsiasi altra proposta concorrente. Il successivo Mk. IIA differiva anch'esso per pochi particolari, soprattutto legati all'irrobustimento strutturale legato all'adozione di una versione più recente e potente del Bristol Jupiter.

## Impiego operativo
Il Bulldog non venne mai impiegato in combattimento con la RAF, benché durante la guerra d'Etiopia del 1935-36, alcuni velivoli vennero inviati dal Sudan per rinforzare il Middle East Command. Douglas Bader, asso dell'aviazione durante la seconda guerra mondiale, perse entrambe le gambe in un incidente a bordo di un Bulldog, schiantandosi a terra mentre stava eseguendo delle manovre acrobatiche non autorizzate, in seguito alle sue imprese ricordato con l'appellativo di Asso senza gambe.
Il caccia Bristol Bulldog ottenne un buon successo di esportazione, venduto in Australia (8 esemplari, designati localmente A.12), Danimarca (4 esemplari), Estonia, Finlandia, Giappone, Lettonia, Spagna, Siam (2 esemplari designati localmente B.K.6) e Svezia (11 esemplari, designati localmente J.7).

### Estonia
Nel 1930 l'aviazione estone (Eesti õhuvägi) ordinò 12 caccia Bulldog Mk II (matricole 122-136) dotati di propulsore radiale Gnome-et-Rhôme Jupiter VI  (su 4 esemplari Jupiter VII) a 9 cilindri, raffreddato ad aria, da 420 hp, insieme a due addestratori Armstrong-Whitworth Siskin Mk.IIIDC. Gli aerei entrarono in servizio presso 3ª Air Division dell'Aviation Regiment basata a Lasnamägi. Nel 1936 gli aerei erano ormai superati e furono resi disponibili per la vendita. Un'organizzazione cecoslovacca ne acquistò 8 per trasferirli all'aviazione repubblicana spagnola. I rimanenti quattro esemplari rimasero in servizio fino al 1º settembre 1940, dopo l'annessione all'Unione Sovietica.

### Finlandia
Tra il 1939 ed il 1940 vennero utilizzati dalla Suomen ilmavoimat, l'aeronautica militare finlandese, 19 esemplari di Bristol Bulldog Mk.II durante la guerra d'inverno contro le forze armate dell'Unione Sovietica, ottenendo ottimi risultati, con l'abbattimento di sei velivoli nemici, 2 Polikarpov I-16 e 4 Tupolev SB-2, contro la perdita di un solo pilota, nonostante il divario tecnologico tra i mezzi in favore dei sovietici. Il primo abbattimento ufficiale della Suomen ilmavoimat è attribuito ad un Bulldog pilotato dall'asso finlandese Toivo Uuttu il 1º dicembre 1939. Gli esemplari rimasero in servizio anche nella successiva guerra di continuazione, sempre contro i sovietici, questa volta senza alcun accredito di abbattimento o perdita subita.

### Giappone
L'aviazione dell'esercito imperiale (Dai-Nippon Teikoku Rikugun Kōkū Hombu)  acquistò 2 esemplari di caccia Bristol Bulldog Mk.IIA, dotati di propulsori Bristol Jupiter VII. Gli aerei erano contraddistinti dalla sigla J.S.S.F. (Japanese Single Seat Fighter), e furono montati in loco dalla Nakajima Aircraft Company nel 1930. Impiegati per estese prove di valutazione, non ottennero l'ordine per la produzione in serie.

### Lettonia
Il 15 novembre 1929 un'apposita commissione dell'aviazione lettone (Latvijas Gaisa Spēki) selezionò il caccia Bristol Bulldog come sostituto degli Ansaldo Balilla allora in servizio. Il 9 dicembre dello stesso anno i primi cinque esemplari entrarono in servizio in uno Squadron da caccia agli ordini del Capitano A. Dzenitis. Nel luglio 1930 furono ordinati ulteriori sette velivoli. Dei caccia Bristol Bulldog Mk II, dieci erano equipaggiati con motore Gnome-et-Rhône Jupiter VI da 450 hp, mentre due con il Gnome-et-Rhône GR.9 ASB da 440 hp. Tutti i velivoli erano armati con mitragliatrici Oerlikon al posto delle originarie Vickers. Nel 1938 iniziò la loro sostituzione con i caccia Gloster Gladiator Mk.I, ma alla data del 1º settembre 1939 sei Bulldog Mk.II risultavano in servizio presso il 3° Fighter Squadron dell'Aviation Regiment di base a Riga.
Il 15 agosto 1940, data dell'occupazione sovietica, gli aerei erano basati a Spilve, da dove decollarono al tramonto per portarsi presso una fattoria agricola dell'Università lettone, vicino a Ramava. Il 18 giugno i sovietici disarmarono gli aerei immagazzinandone due, insieme ai Letov-Smolik S.16 ed a qualche altro velivolo presso un magazzino di pneumatici. La rimasero durante l'occupazione sovietica e quella tedesca, considerati troppo vecchi per qualsiasi uso militare.  I rimanenti esemplari vennero immagazzinati in alcuni capannoni di legno situati nella parte orientale della Lettonia.

### Spagna
Nel 1937 le Fuerzas Aéreas de la República Española acquistarono 7 caccia Bulldog Mk.II, ex-estoni, che radiati dal servizio erano stati rilevati da un'organizzazione cecoslovacca. Essi arrivarono via mare a Santander il 5 luglio 1937, sotto la protezione della marina francese, perché Bilbao era già caduta in mani nazionaliste.  Gli aerei entrarono in servizio presso una squadriglia comandata dal tenente José Gonzales Feo. Il reparto venne basato sull'aeroporto di El Carreño, vicino a Gijon. I velivoli vennero intensamente usati, parteciparono alla campagna di Biscaglia ed a quelle di Santander e delle Asturie. Si trattava di aerei a quell'epoca già completamente superati, che mancavano di qualsiasi scorta di ricambi. Un aereo fu catturato dalle forze nazionaliste del generale Franco, non fu mai utilizzato e venne relegato all'esposizione del Gran Kursaal in San Sebastián.

## Versioni
Bulldog Mk.I
prototipo della versione da caccia monoposto diurno e notturno. 2 esemplari realizzati dalla Bristol Aeroplane Co.
Bulldog Mk.II
versione di serie dell'Mk.I dotata di motore radiale Bristol Jupiter VII da 440 hp (328 kW). 92 esemplari prodotti dalla Bristol Aeroplane.
Bulldog Mk.IIA
sviluppo della versione Mk.II dotata di motorizzazione Bristol Jupiter VIIF da 490 hp (365 kW). 268 esemplari prodotti dalla Bristol.
Bulldog Mk.IIIA
versione intermedia. 2 esemplari prodotti dalla Bristol.
Bulldog Mk.IVA
versione finale del Bulldog dotata di motore radiale Bristol Mercury da 640 hp (477 kW). 18 esemplari prodotti dalla Bristol.
Bulldog TM (Type 124)
versione biposto da addestramento. 59 esemplari prodotti dalla Bristol.
"J.S.S.F."
2 esemplari prodotti su licenza dalla giapponese Nakajima Hikōki KK.

## Utilizzatori
Australia
- Royal Australian Air Force

 Danimarca
- Flyvevåbnet

 Estonia
- Eesti õhuvägi

 Finlandia
- Suomen ilmavoimat

 Giappone

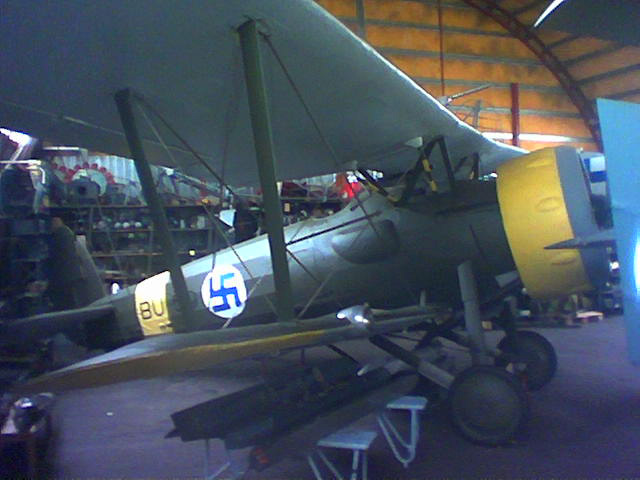
Il Bulldog IVA, nella livrea della finlandese Suomen ilmavoimat, esposto presso il museo aeronautico di Halli, Jämsä.

- Dai-Nippon Teikoku Rikugun Kōkū Hombu (J.S.S.F. prodotti su licenza)

 Lettonia
- Latvijas Gaisa Spēki

 Regno Unito
- Royal Air Force

 Siam
- Kong Thab Akat Thai

 Spagna
- Fuerzas Aéreas de la República Española

 Svezia
- Svenska Flygvapnet

## Velivoli comparabili
Italia
- Fiat C.R.20

 Unione Sovietica
- Polikarpov I-5